# Bờ Biển Cao
Bờ Biển Cao (tiếng Thụy Điển: Höga Kusten) là một phần của bờ biển Thụy Điển bên vịnh Bothnia, thuộc tỉnh Ångermanland, phía đông bắc Thụy Điển, trong các đô thị Kramfors, Härnösand, và Örnsköldsvik. Đây là một khu vực đáng chú ý để nghiên cứu sự phục hồi và mực nước biển sau băng hà, theo đó mặt đất dâng lên khi các sông băng bao phủ bị tan chảy, một hiện tượng lần đầu tiên được công nhận và nghiên cứu ở đó. Kể từ kỷ băng hà cuối cùng, vùng đất này đã cao thêm 300 mét, xâm chiếm những vách đá cao bất thường của khu vực. Nhờ vào giá trị địa chất mà Bờ Biển Cao trở thành một phần của Di sản thế giới Bờ Biển Cao / Quần đảo Kvarken

## Lịch sử
Khu vực được biết đến ngày nay có tên gọi Höga Kusten trong quá khứ được gọi là bờ biển Ångermanland. Năm 1974, thuật ngữ Bờ Biển Cao (tiếng Thụy Điển: Höga Kusten) được đặt ra liên quan đến một báo cáo về khu vực này.
Năm 2000, UNESCO đưa khu vực này vào danh sách Di sản thế giới bởi khu vực Bờ Biển Cao tạo ra các cơ hội tuyệt vời cho sự hiểu biết về các tiến trình quan trọng đã hình thành thời kỳ băng hà và vùng đất được kiến tạo nâng lên cao trên bề mặt Trái đất. Năm 2006, di sản này được mở rộng thêm quần đảo Kvarken của Phần Lan để tạo thành di sản chung giữa hai quốc gia.

## Điểm tham quan
Những nơi phổ biến nhất để tham quan ở Bờ Biển Cao là núi Skule, vườn quốc gia Skuleskogen, các đảo Ulvön và Trysunda. Đây được coi là địa điểm tuyệt vời để đi bộ đường dài và đã được trích dẫn là một trong những khu vực đi bộ đường dài tốt nhất ở Thụy Điển. Đáng chú ý nhất là đường mòn Höga Kustenleden dài 128 kilômét dọc theo Bờ Biển Cao